# Тит Манлий Торкват (консул 165 года до н. э.)
Тит Ма́нлий Торкват (лат. Titus Manlius Torquatus; умер после 140 года до н. э.) — римский политический деятель из патрицианского рода Манлиев Торкватов, консул 165 года до н. э. Известен в первую очередь тем, что за злоупотребления властью осудил собственного сына.

## Биография
Торкват принадлежал к одному из знатнейших патрицианских родов Рима. Манлии занимали высшие должности в республике, начиная с 480 года до н. э., а свой расцвет пережили в IV веке до н. э., первую и вторую трети которого немецкий антиковед Фридрих Мюнцер назвал их «героическим веком». Согласно консульским фастам, у отца Тита Манлия был преномен Авл, у деда — Тит. Последний может быть идентифицирован с консулом 235 и 224 годов до н. э..
В 170 году до н. э. Тит Манлий был принят в коллегию понтификов, где сменил умершего Луция Фурия Фила. Вероятно, в том же году он был претором. В 165 году до н. э. Торкват стал консулом вместе с плебеем Гнеем Октавием; возможно, в этой должности он помогал своему брату Авлу, выдвинувшему свою кандидатуру в консулы на следующий год и одержавшему победу на выборах.
Во время спора между братьями-Лагидами Птолемеем Филометором и Птолемеем Эвергетом римский сенат, вставший на сторону последнего, отправил Тита Манлия и Гнея Корнелия Мерулу на Восток, чтобы добиться от Филометора передачи брату Кипра (162 год до н. э.). Эвергет, путешествовавший вместе с послами, набрал в Греции наёмников, но уже в Киликии распустил их по требованию Торквата и Мерулы. Затем Мерула и Птолемей направились на Крит и в Ливию, а Тит Манлий прибыл в Александрию, чтобы заставить Филометора выполнить волю сената. Царь затянул переговоры и силой удерживал посла у себя. Титу Манлию так и не удалось ничего добиться. Когда в следующем году в Рим прибыли посольства обоих Птолемеев, Торкват и Мерула горячо поддержали Эвергета, и поэтому сенат решил разорвать союз с Филометором.
Следующие двадцать лет Тит Манлий не упоминался в источниках. К 141 году до н. э. он наверняка был одним из не только знатнейших, но и старейших членов коллегии понтификов, а поэтому для него должно было стать серьёзным личным поражением избрание главой этой коллегии после смерти Публия Корнелия Сципиона Назики Коркула сына последнего — Назики Серапиона.
Под 140 годом до н. э. Торкват упоминается в источниках в последний раз. В это время его сын Децим Юний Силан Манлиан (усыновлённый одним из Юниев) был обвинён македонянами в злоупотреблениях во время наместничества в их провинции. Тит Манлий добился от сената разрешения сначала самому рассмотреть эту тяжбу. Выслушав обе стороны, он постановил, что его сын виновен, и отрёкся от него как недостойного Республики и отеческого дома. Децим Юний, не выдержав этого позора, повесился, а Торкват даже отказался присутствовать на его похоронах.
Предположительно именно консул 165 года до н. э. упоминается во Второй Маккавейской книге как один из «старейшин римских», написавших письмо иудеям в правление Иуды Маккавея.